# Jonathan Wahid
 (octobre 2015).
Si vous disposez d'ouvrages ou d'articles de référence ou si vous connaissez des sites web de qualité traitant du thème abordé ici, merci de compléter l'article en donnant les références utiles à sa vérifiabilité et en les liant à la section « Notes et références ».
Pour les articles homonymes, voir Wahid.
Jonathan Wahid est un chef pâtissier doublement Étoilé français. 
Jonathan Wahid a dirigé la pâtisserie pendant huit ans dans deux établissements : le Strato à Courchevel deux étoiles Michelin  et l’Oustau de Baumanière aux Baux-de-Provence 3 étoiles Michelin. Il a obtenu le titre de Champion de France des desserts en 2005, alors qu’il travaillait à l’hôtel Ritz Paris. Avec sa compagne, Fanny Rey, ils décrochent en 2017 leur première étoile au Guide Michelin pour leur restaurant gastronomique à Saint-Rémy-de-Provence, Fanny Rey étant la seule femme récompensée cette année-là.

## Biographie
Jonathan Wahid est né à Kohat, une ville pakistanaise située sur les contreforts de l’Hindu Kush. En mars 1984, sa mère rejoint son mari avec leurs deux fils et deux filles. Celui-ci, devenu officier de la Légion étrangère après sept ans de service, souhaite offrir un avenir meilleur à sa famille. À leur arrivée en France, les enfants ne parlent pas encore français. Soucieux de leur intégration, leur père les inscrit dans un lycée catholique à Nîmes.
Plus tard, Jonathan effectue son service national chez les parachutistes, au 9ᵉ Régiment de Chasseurs Parachutistes (9ᵉ RCP).
Avec sa compagne, Fanny Rey, Jonathan Wahid a deux enfants. Ensemble, ils reprennent une ancienne auberge située au cœur de Saint-Rémy-de-Provence en 2012, où ils proposent une cuisine gastronomique doublement étoilée.